# أمينوميثانول
أمينوميثانول (بالإنجليزية:Aminomethanol) هو كحول أميني يملك الصيغة الكيميائية التالية: H2NCH2OH. مع وجود كل من مجموعات الأمين والكحول على نفس ذرة الكربون ، يكون المركب أيضًا نصفيًا .
في محلول مائي ، يوجد الميثانولامين في حالة توازن مع الفورمالديهايد والأمونيا. وهو وسيط في طريقه إلى هيكساميثيلين تيترامين. يمكن إجراء التفاعل في الطور الغازي وفي المحلول.

## الميزات
| ميزة                       | قيمة |
| -------------------------- | ---- |
| عدد متقبلات الهيدروجين     | 2    |
| عدد المتبرعين بالهيدروجين  | 2    |
| عدد روابط الدوران          | 0    |
| معامل التقسيم (ALogP)      | -1,2 |
| الذوبان (logS, log(mol/L)) | 1,0  |
| السطح القطبي (PSA, Å2)     | 46,3 |